# Napoleón (uva)
La napoleón es una variedad de uva de mesa tinta española. Es cultivada sobre todo en Murcia, de donde es originaria, y en Alicante.

## Viticultura
Es originaria de Murcia. Es sensible al rajado durante el envero, como consecuencia de picazos de trips, el oidio, por la aplicación de productos desecantes que le hacen perder elasticidad en la piel, fuertes lluvias, etc. El racimo es grande, cónico o piramidal y, a veces, alado y suelto. Es una variedad muy productiva y de cosecha tardía. Puede tener problemas de uniformidad en la coloración que se solucionan con la poda de las hojas, lo que permite una adecuada iluminación. Presenta una gran resistencia a la conservación y al transporte.

## Sinónimos
Los sinónimos de esta variedad son: aledo negro, alicante imperial, alicante negro, almería negra, Almería negre, almería nera, don mariano, imperial, imperiales, napoleón imperial, mariamas imperiales, marianas, mariano, mariono, murciana negra, ohanes negra, ohanes negr, ovan negro y regina negra.